# Lars-Erik Skiöld
Lars-Erik Skiöld (Malmö, Suecia, 19 de marzo de 1952-21 de mayo de 2017) fue un deportista sueco especialista en lucha grecorromana donde llegó a ser medallista de bronce olímpico en Moscú 1980.

## Carrera deportiva
En los Juegos Olímpicos de 1980 celebrados en Moscú ganó la medalla de bronce en lucha grecorromana de pesos de hasta 68 kg, tras el luchador rumano Ştefan Rusu (oro) y el polaco Andrzej Supron (plata).